# Edward Emerson Barnard
Edward Emerson Barnard (n. 16 decembrie 1857, Tennessee, SUA – d. 6 februarie 1923, Williams Bay⁠(d), Wisconsin, SUA) a fost un astronom american. Cunoscut adesea sub forma E. E. Barnard, a descoperit sau a observat o multitudine de obiecte astronomice. Obiectele cerești steaua lui Barnard, Galaxia lui Barnard, 819 Barnardiana, Bucla lui Barnard și Barnard 33 au fost denumite în onoarea sa.